# Eduard Kopáček
Eduard Kopáček (28. dubna 1926 Kvášňovice – 5. ledna 2005) byl regionální politik, v letech 1971–1988 primátor města Plzně.

## Život
Vyučil se strojním zámečníkem, vyučoval na strojní průmyslovce (nyní Střední průmyslová škola strojnická) a v letech 1954–1962 byl ředitelem Městské poradny a studovny marxismu-leninismu v Plzni. Dále působil jako tajemník plzeňského Městského výboru KSČ. 15. prosince 1971 byl na plenárním zasedání Městského národního výboru zvolen primátorem města Plzně a ve funkci setrval do 30. dubna 1988, kdy odešel do důchodu.
Za druhé světové války udržoval kontakty s odbojovou skupinou KSMG (Komunistický svaz mladé generace) na plzeňské Doubravce a odbojovou skupinou železničářů. V roce 1968 souhlasil s invazí vojsk Varšavské smlouvy do Československa a aktivně se podílel na normalizačním procesu. V roce 1976 byl delegátem XV. sjezdu Komunistické strany Československa, v roce 1986 mu byl propůjčen Řád Vítězného února a v roce 1987 převzal Cenu Národního výboru města Plzně.
Je autorem předmluv k fotografickým publikacím o městě Plzni a vzpomínek na Julia Fučíka.